# 赵去非
赵去非（1917年—2004年2月21日），男，奉天（今辽宁）锦西人，中华人民共和国政治人物，曾任黑龙江省人民委员会副省长，黑龙江省公安厅厅长。

## 生平
1936年10月参加革命，1937年10月入党。延安抗大的第一期毕业生，1937年12月任陕甘宁边区保安处科员，1938年春任延安市公安局检查站站长，1939年任陕甘宁边区保安处一科副科长兼驻洛川县外勤特派员。
抗战胜利后，任松江省哈南地委社会部副部长、部长、地委委员、哈南专署党组成员、专署公安处处长；松江省公安厅厅长兼松江省公安部队司令员、政治委员、党委书记兼松江省人民检察署检察长，松江省政府副主席兼公安厅厅长，黑龙江省人民委员会副省长兼公安厅厅长，合江地委第二书记兼专区专员，黑龙江省委常委兼政法部长等职。
享受省长级医疗待遇离休老红军。